# Adelencyrtus chionaspidis
Adelencyrtus chionaspidis är en stekelart som först beskrevs av Howard 1896.  Adelencyrtus chionaspidis ingår i släktet Adelencyrtus och familjen sköldlussteklar. Inga underarter finns listade i Catalogue of Life.